# Галгањано
Галгањано (итал. Galgagnano) је насеље у Италији у округу Лоди, региону Ломбардија.
Према процени из 2011. у насељу је живело 1079 становника. Насеље се налази на надморској висини од 83 м.

## Становништво
| 1936. | 1951. | 1961. | 1971. | 1981. | 1991. | 2001. | 2011. |
| ----- | ----- | ----- | ----- | ----- | ----- | ----- | ----- |
| 573   | 576   | 449   | 335   | 331   | 387   | 675   | 1.208 |